# El lápiz de la naturaleza

Portada de El lápiz de la naturaleza de 1844

El lápiz de la naturaleza (en inglés: The pencil of nature) es el segundo libro fotográfico e ilustrado de la historia (el primero fue la enciclopedia de algas de Anna Atkins Photographs of British Algae: Cyanotype Impressions' '). El lápiz de la Naturaleza ' fue publicado en seis entregas entre 1844 y 1846 por William Fox Talbot.
El libro detalla el desarrollo del calotipo por Talbot e incluye 24 impresiones hechas por medio de este proceso. El libro ilustra algunas de las posibles aplicaciones de la nueva tecnología. Las fotos que en él se recogen se pegaban a mano, método que años después le traería problemas pues las imágenes terminaron dañadas y tuvo que devolver el dinero a todas las personas que lo habían comprado.

## Fotografías

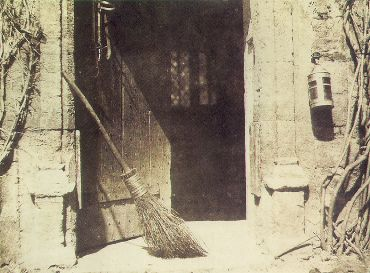
The Open Door

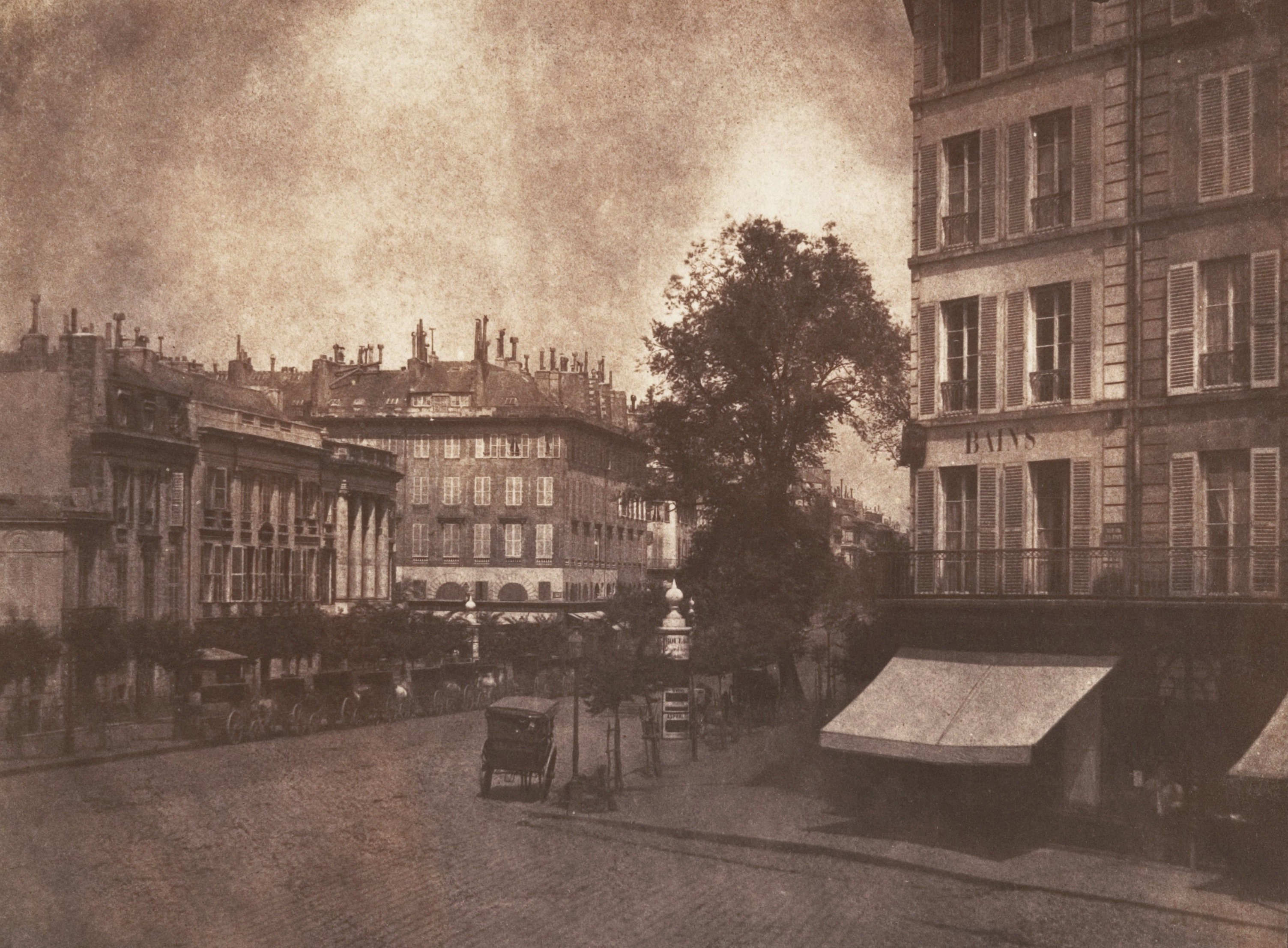
View of the Boulevards at Paris

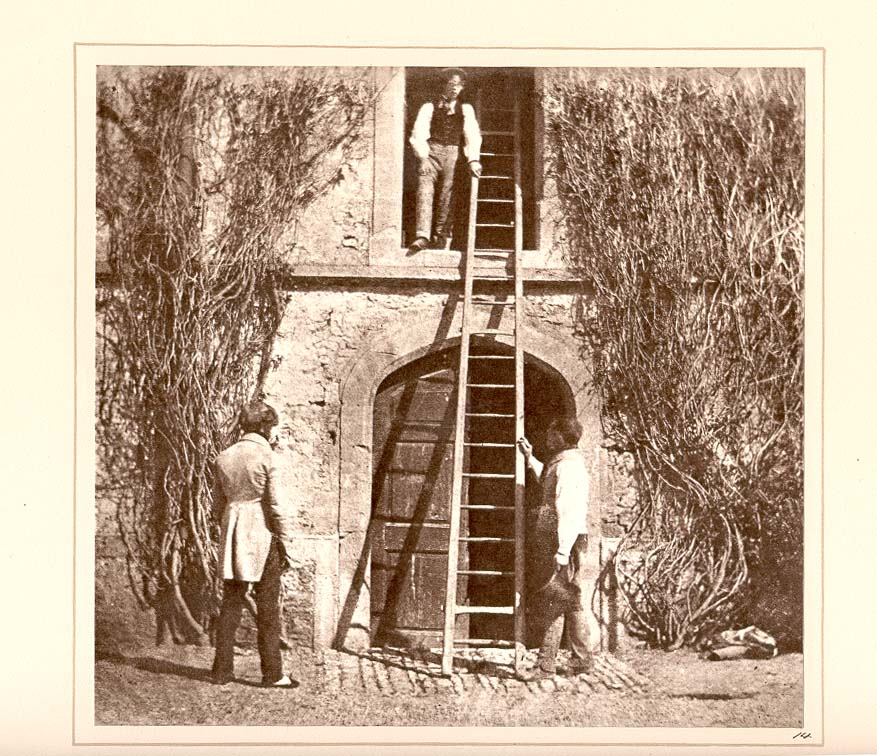
The Ladder

Las 24 ilustraciones fueron cuidadosamente seleccionadas para poder mostrar las grandes posibilidades de la fotografía. Incluyen varios estudios de arquitectura, escenarios, naturaleza muerta, primeros planos, facsímiles de láminas, dibujos y textos. Talbot incluye un retrato a pesar de los largos tiempos de exposición acarreados, The Ladder (placa XIV). Aunque no era un artista, Talbot esperó siempre mostrar cómo la fotografía podía convertirse en una nueva forma de arte con imágenes como La puerta abierta (en inglés, The Open Door) (Placa VI).
La lista completa de láminas es la siguiente:
- 1 Parte
  - I. Parte de Queen's College, Oxford
  - II. Vista de los Bulevares en París
  - III. Artículos de porcelana china
  - IV. Artículos de cristal
  - V. Busto de Patroclo
- 2 Parte
  - VI. The Open Door
  - VII. Hoja de una planta
  - VIII. A Scene in a Library
  - IX. Fac-simile of an Old Printed Page
  - X. The Haystack
  - XI. Copia of a Lithographic Print
  - XII. The Bridge of Orleans
- 3  Parte
  - XIII. Queen's College, Oxford: Entrance Gateway
  - XIV. The Ladder
  - XV. Abadía de Lacock en Lacock, Wiltshire
- 4 Parte
  - XVI. Cloisters de Lacock Abbey
  - XVII. Busto de Patroclo
  - XVIII. Gate of Christchurch
- 5  Parte
  - XIX. The Tower of Lacock Abbey
  - XX. Lace
  - XXI. The Martyrs' Monument
- 6 Parte
  - XXII. Westminster Abbey
  - XXIII. Hagar en el Desert
  - XXIV. Una pieza de fruta

## Edición en línea
El texto en inglés y las imágenes se encuentran disponibles aquí.